# Medalla de la Campaña (Spanien)
Die Medalla de la Campaña Española (1936–1939)  war eine spanische Militärauszeichnung (offiziell: Vanguardia; dt. Verdienst-Medaille) und wurde ab 26. Januar 1937 an die Mitglieder der falangistischen Kräfte im Kampf gegen die Republikaner im spanischen Bürgerkrieg verliehen. Ebenfalls erhielten die Auszeichnung auch die Angehörigen der Legion Condor unter dem Kommando von Generalmajor Hugo Sperrle sowie des italienischen Freiwilligenkorps CTV. Die Anzahl der Verleihungen lässt sich nicht mehr mit Bestimmtheit klären, da das Ehrenzeichen selbst in unbekannter Anzahl in Spanien produziert worden ist.

## Aussehen
Die in matt schwarz gehaltene Bronzemedaille ist zirkular vergoldet und mit seitlich durchbohrter Ballaufhängung versehen. Die Vorderseite selbst wird umrahmt von einem Eichen- und Lorbeerkranz. Das Datum 17. JVLIO 1936 (17. Juli 1936) in der Medaille ist der Beginn des bewaffneten Aufstand gegen die Republikaner. Der stilisierte Spanische Löwe hält in seinen Pranken einen Drachen, über dem das Symbol des Kommunismus in Form von Hammer und Sichel zu erkennen ist. Im Hintergrund sind vier vergoldete Schwerter abgebildet, die jeweils senkrecht und waagerecht die Medaille kreuzen.
Im Revers ist oben der Schriftzug ARRIBA ESPAÑA (Spanien lebe hoch) zu lesen. Der gewählte Schriftzug ist eine Parodie auf das Lied der spanischen Republikaner, die gegen Franco mit dem Lied „Viva España“ (der Nationalhymne Spaniens) in den Kampf zogen. Den Hauptteil der Medaille nimmt ein Adler ein, der in seinen Fängen das spanische Staatswappen aus der Zeit des Franco-Regimes hält. Rechts daneben sind die Symbole Joch und Pfeil dargestellt, das Zeichen der Falange. Darunter befindet sich ein stilisierter spanischer Stahlhelm, welcher das Militär repräsentieren soll. Alle drei dargestellten Symbole (Staat, Militär und Partei) sollen deren Zusammengehörigkeit symbolisieren. Die kreisförmige Inschrift lautet ARRIBA ESPAÑA - GENESSMO. FRANCO VICTOR. - UNA GRANDE, LIBRE, IMPERIAL, M HISP. GLOR.

## Trageweise
Die Medaille wurde an einem Band an der Dienstuniform über der linken Brusttasche getragen. Das Band unterscheidet sich nach der Art des Empfängers. Handelte es sich um einen Kombattanten, so ist das Band gelb mit roten Seiten- und einem schmalen schwarzen Randstreifen. Das Band für Nichtkombattanten hat statt des schwarzen einen grünen Randstreifen.
Beliehene deutsche Soldaten der Legion Condor wurde die Trageerlaubnis als Bandspange durch eine Verfügung des Oberkommando des Heeres grundsätzlich erlaubt.